# Aeroporto di Zurigo

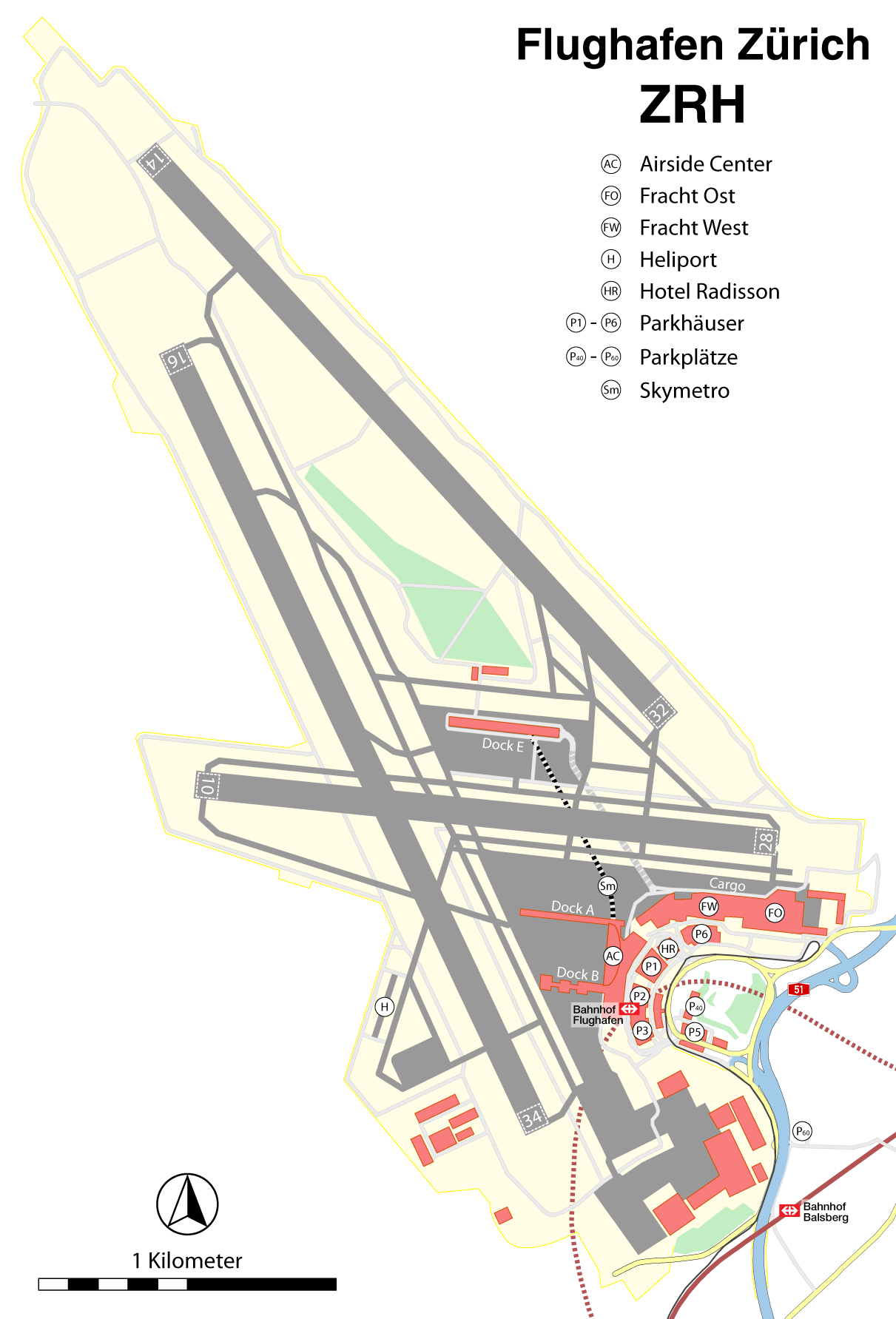

L'Aeroporto di Zurigo (IATA: ZRH, ICAO: LSZH), precedentemente Aeroporto di Kloten, è il più importante aeroporto civile della Svizzera e risulta tra i più grandi d'Europa. È gestito dalla società Flughafen Zürich AG ed è stato classificato come miglior aeroporto d'Europa. Nel 2019 l'aeroporto ha ricevuto il World Travel Award per la diciassettesima volta consecutiva nella categoria "Primo aeroporto europeo". Skytrax assegna un rating di 4 stelle all'aeroporto. Insieme a Basilea e Ginevra è uno dei tre aeroporti nazionali svizzeri.
L'aeroporto, posto a nord della città, a 13 chilometri dal centro, funge da hub delle compagnie aeree Swiss (Swiss International Air Lines) e Lufthansa oltre ad essere la base di Belair, Edelweiss Air, Helvetic Airways e della Rega (Organizzazione Svizzera di Salvataggio Aereo).
La parte principale dell'impianto si trova sul suolo del comune di Kloten, mentre l'area aeroportuale copre i comuni di Opfikon-Glattbrugg, Rümlang, Oberglatt e Winkel.
La stazione dell'aeroporto si trova direttamente al check-in 3 nel centro dell'aeroporto e offre collegamenti ferroviari diretti con tutta la Svizzera. Quando è stata aperta nel 1980, è stata una delle prime stazioni aeroportuali intercity al mondo. Di fronte al centro dell'aeroporto si trovano anche la stazione degli autobus e le linee di tram 10 (direzione centro città) e 12 (direzione Wallisellen, Dübendorf, Zürich-Schwamendingen).
L'aeroporto di Zurigo funge da hub per Swiss International Air Lines e, da quando Lufthansa ha rilevato Swiss, è stato il terzo hub di Lufthansa. Molti investimenti sono stati effettuati in questo aeroporto prima del fallimento di Swissair, di cui era il principale (e poi quasi l'unico) porto d'origine. Qui si trova il Centro Rega del Servizio svizzero di salvataggio aereo.

## Storia
Con il progredire dell'aviazione civile sviluppatasi dopo la fine della prima guerra mondiale il traffico commerciale vide un incremento progressivo anche in territorio svizzero. A Dübendorf, località a nord ovest della città di Zurigo, era presente dagli anni trenta un campo di aviazione militare che negli anni successivi venne sempre più utilizzato anche dal traffico civile. Per separare quindi l'attività civile da quella militare, il canton Zurigo cercò una nuova area per un grande aeroporto civile e la trovò nelle campagne del comune di Kloten.
Con l'ormai imminente conclusione della seconda guerra mondiale e la previsione di un ulteriore aumento del traffico civile conseguente alla interruzione delle operazioni belliche, il 22 giugno 1945 venne presa la decisione di realizzare un aeroporto intercontinentale nelle vicinanze di Zurigo ed alla fine di dicembre dello stesso anno vennero acquistati 655 ettari nel luogo prestabilito. Grazie ad una interrogazione popolare, che tramite una votazione fece stanziare un credito di 46,8 Milioni di franchi svizzeri, i lavori di costruzione poterono cominciare nel luglio del 1946.
Il 14 giugno 1948 venne utilizzata per la prima volta la pista ovest.
L'8 aprile 1953 fu aperto il nuovo terminal passeggeri e dal 29 agosto fino al 31 agosto 1953 seguì la festosa apertura dell'aeroporto con una grande dimostrazione aerea.
Altre tappe della storia dell'aeroporto:
- 6 dicembre 1954 - Messa in servizio del primo radar.
- 1º gennaio 1961 - Messa in servizio della pista ovest allungata.
- 15 marzo 1961 - Messa in servizio della pista di atterraggio strumentale allungata.
- 18 febbraio 1969 - Attentato su un Boeing 720 della El Al, da parte di attentatori palestinesi.
- 1º novembre 1975 - Messa in servizio del terminal B con Finger.
- 1º gennaio 1976 - Messa in servizio della pista 14/32
- 1º giugno 1980 - Messa in servizio della stazione FFS dell'aeroporto, con collegamento diretto alla rete ferroviaria
- 1º novembre 1985 - Messa in servizio della zona finger A.
- 17 aprile 1986 - Inaugurazione della nuova torre di controllo.
- 23 agosto 1998 - Festa per il cinquantesimo anniversario dell'inaugurazione dell'aeroporto.
- 6 aprile 2000 - Introduzione del nome Unique per designare la società di gestione dello scalo.
- 2 ottobre 2001 - Grounding di Swissair.
- 5 dicembre 2002 - Inaugurazione della zona E.

## Cifre
Nel 2005 l'aeroporto contò 17 884 625 Passeggeri e 267 363 movimenti aerei. Il volume merci raggiunse le 372 420 tonnellate. Esso possiede tre piste: la 16/34 di 3 700 m, la 14/32 di 3 300 m e la 10/28 di 2 500 m di lunghezza.
Questo grafico non è disponibile a causa di un problema tecnico.
Si prega di non rimuoverlo.
Vedi la query Wikidata di origine.

L'aeroporto di Zurigo dispone di tre terminal A, B ed E. Il terminal B è la struttura più anziana e fu abbandonato nell'autunno 2003 a causa del calo del numero di passeggeri. Dall'agosto 2005 esso funge da "zona eventi". Il dock E giace tra le piste 16/34 e 14/32.
Nel 2004, le cinque compagnie più importanti furono SWISS (47.9 % dei movimenti e 48.2% dei passeggeri), Lufthansa (4.8% e 7.0%), Air Berlin (3.1% e 2.3%), Edelweiss Air (2.9%, 1.3%) e British Airways (2.4% e 1.9%). In totale, nel 2004, furono raggiunti direttamente dall'aeroporto di Zurigo 146 destinazioni in 77 paesi.
Nel 2017 l’aeroporto contò più di 17 milioni di passeggeri e 70’453 movimenti aerei.
Le frequenze dell'aeroporto sono:
- Zürich Approach ACC 118,000 / 120,750 MHz
- Zürich Final Approach 125,325 MHz
- Zürich Tower 118,100 MHz
- Zürich ATIS (Atterraggio automatico- e informazioni sul tempo) 128,525 MHz

## Trasporti

### Treno
La stazione ferroviaria di Zurigo Flughafen si trova sotto il centro dell'aeroporto. La stazione dispone di frequenti collegamenti con la S-Bahn di Zurigo, oltre a servizi diretti InterRegio, InterCity ed Eurocity, per molte località tra cui Basilea, Berna, Biel/Bienne, Briga, Ginevra, Costanza, Losanna, Lucerna, Monaco di Baviera, Romanshorn, San Gallo e Winterthur. Ci sono circa 13 treni all'ora per Zürich HB (Hauptbahnhof), la stazione principale del centro di Zurigo, con un tempo di percorrenza compreso tra i 9 e i 13 minuti.

### Autobus e tram
Di fronte al centro dell'aeroporto si trova la fermata della Stadtbahn Glattal, un sistema ferroviario leggero che si collega al sistema tranviario zurighese, insieme a una stazione regionale degli autobus. Sia la stazione degli autobus che la fermata della metropolitana leggera forniscono il servizio per le destinazioni in tutta la regione della Glattal che circonda l'aeroporto, mentre la fermata della metropolitana leggera è servita dalle linee 10 e 12 del tram. La linea 10 del tram offre anche un collegamento con la Hauptbahnhof di Zurigo, anche se con un tempo di percorrenza piuttosto lungo rispetto a quello della ferrovia.

### Strada
L'aeroporto è servito dall'autostrada A51 e da altre strade principali, che si collegano alla rete stradale dell'aeroporto stesso. Le aree di sosta sono disponibili presso il Centro Aeroportuale, mentre un totale di oltre 14000 posti auto sono disponibili in sei parcheggi per parcheggi a breve e lungo termine. Nel complesso del terminal è presente un centro di noleggio auto. L'aeroporto è servito da una flotta di taxi aeroportuali dedicati, che operano dalle file di taxi di fronte alle aree di arrivo.  È possibile organizzare limousine aeroportuali alternative con autista. Il costo dei servizi di taxi è in un confronto internazionale costoso.